# Caryophyllidae
Caryophyllidae é o nome botânico de uma subclasse. No momento não existe consenso completo sobre quais ordens inclui, excepto que presumivelmente inclui a ordem Caryophyllales. 
Um sistem de classificação bem conhecido que usa este nome é o sistema Cronquist, sendo que na versão original, de 1981, a circunscrição era:
- subclasse Caryophyllidae
ordem Caryophyllales
ordem Polygonales
ordem Plumbaginales

Por alto, estas plantas compõem a ordem Caryophyllales no sistema APG II de 2003.